# بتمن شجاع و جسور
بتمن شجاع و جسور (به انگلیسی: Batman The Brave And The Bold) که در ایران با نام بتمن بی باک شناخته شده است، یک مجموعه تلویزیونی پویانمایی است که توسط انیمیشن برادران وارنر و براساس دی‌سی کامیکس ابرقهرمانی بتمن ساخته و تولید شد. این انیمیشن سریالی در قالب ۳ فصل ۶۵ قسمتی در تاریخ ۱۴ نوامبر ۲۰۰۸ میلادی آغاز و در تاریخ ۱۸ نوامبر ۲۰۱۱ میلادی به پایان رسید. از صداپیشگان این سریال میتوان به دایدریچ بیدر ، ویل فریدل و جف بنیت اشاره کرد. تمرکز این سریال بر روی دوران دهه ۶۰ میلادی کمیک های بتمن می‌باشد.

## دنباله ها و اقتباس ها
در سال ۲۰۱۰ میلادی یک بازی ویدئویی بر اساس این سریال به همین نام برای کنسول های نینتندو وی و نینتندو دی‌اس منتشر شد. نقد های وارد شده بر این بازی مثبت بوده و نمرات متوسط به بالا گرفته است. در سال ۲۰۱۸ یک انیمیشن ویدئویی به نام اسکوبی دو و بتمن شجاع و جسور که درباره متحد شدن اسکوبی دو با بتمن بود، ساخته شد و نقد های متوسط دریافت کرد. در سال ۲۰۲۴ یک فن فیلم کوتاه با محوریت این سریال منتشر شد که ویلن اصلی آن، پولکا دات من بود. این فن فیلم با نقدهای مثبتی روبرو شد.